# Ancistrus gymnorhynchus
Ancistrus gymnorhynchus är en fiskart som beskrevs av Kner, 1854. Ancistrus gymnorhynchus ingår i släktet Ancistrus och familjen Loricariidae. Inga underarter finns listade i Catalogue of Life.